# Петар Перунович
Петар Перунович (серб. кирилицею: Петар Перуновић) (1880 – 10 червня 1952), на прізвисько Перун, був відомим сербським гуслерем з Чорногорії.  Він також здобув численні нагороди як сербський офіцер у Першій світовій війні. 

## Життєпис
Перунович народився в 1880 році в Дреновштиці в П'єшівці, князівство Чорногорія, і в ранньому віці виявив виняткову майстерність гри на гусле, стародавньому балканському інструменті.  Він почав брати уроки, які давав його наставник Ілія Контич, у той же час, коли відвідував гімназію в рідному селі. У 1900 р. виїхав з Чорногорії в Шабац (Сербія), де його музичним викладачем був Р. Толінгер. Він звернув увагу на себе в Белграді в 1908 році виступом перед пам'ятником принцу Михайлу на знак протесту проти боснійської кризи.  У Неготині в 1910 році закінчив учительське училище. Його викладацьку діяльність перервали дві Балканські війни та Перша світова війна, в яких він брав активну участь. Петар був хоробрим солдатом і шанованим сербським офіцером. Воював з 1912 по 1918 рік. На його грудях легко впізнати всі нагороди, включаючи зірку Караджорджа з мечами четвертого ступеня, яка є найпрестижнішою.
Після війни він почав викладати протягом короткого періоду перед від’їздом до Сполучених Штатів з командиром Першого надштатного полку Міланом Прібічевичем у тривалу поїздку тамтешніми сербськими громадами. У Нью-Йорку, Клівленді, Детройті та Чикаго він розважав перших сербських іммігрантів патріотичними піснями та записав багато альбомів під лейблом «Сербські гусли», заснованим сербськими емігрантами з Сербії, Воєводини, румунського Банату, Славонії, Далмації, Хорватії, Боснія і Герцеговина, Південна Сербія, Косово, Македонія та Чорногорія до Америки. Він виступав перед видатними сербами свого часу, включаючи Ніколу Теслу та Михайла Пупіна.
Про нього писали книги і статті, його знали всі загартовані в боях добровольці і найвідоміші старші офіцери сербської армії. 
Помер у рідній Чорногорії в 1952 році 

## Дискографія
Сербський епос «Повстання проти дахій/турецьких офіцерів», сербський гуслярський лейбл, заснований сербськими емігрантами в США, записаний Marsh Laboratories, Чикаго, 1920-ті роки.